# Douglas World Cruiser
Douglas World Cruiser (DWC) được phát triển từ yêu cầu của không quân lục quân Hoa Kỳ về một loại máy bay phù hợp có thể bay vòng quanh thế giới.

## Quốc gia sử dụng
Hoa Kỳ
- Binh chủng không quân lục quân Hoa Kỳ

## Tính năng kỹ chiến thuật

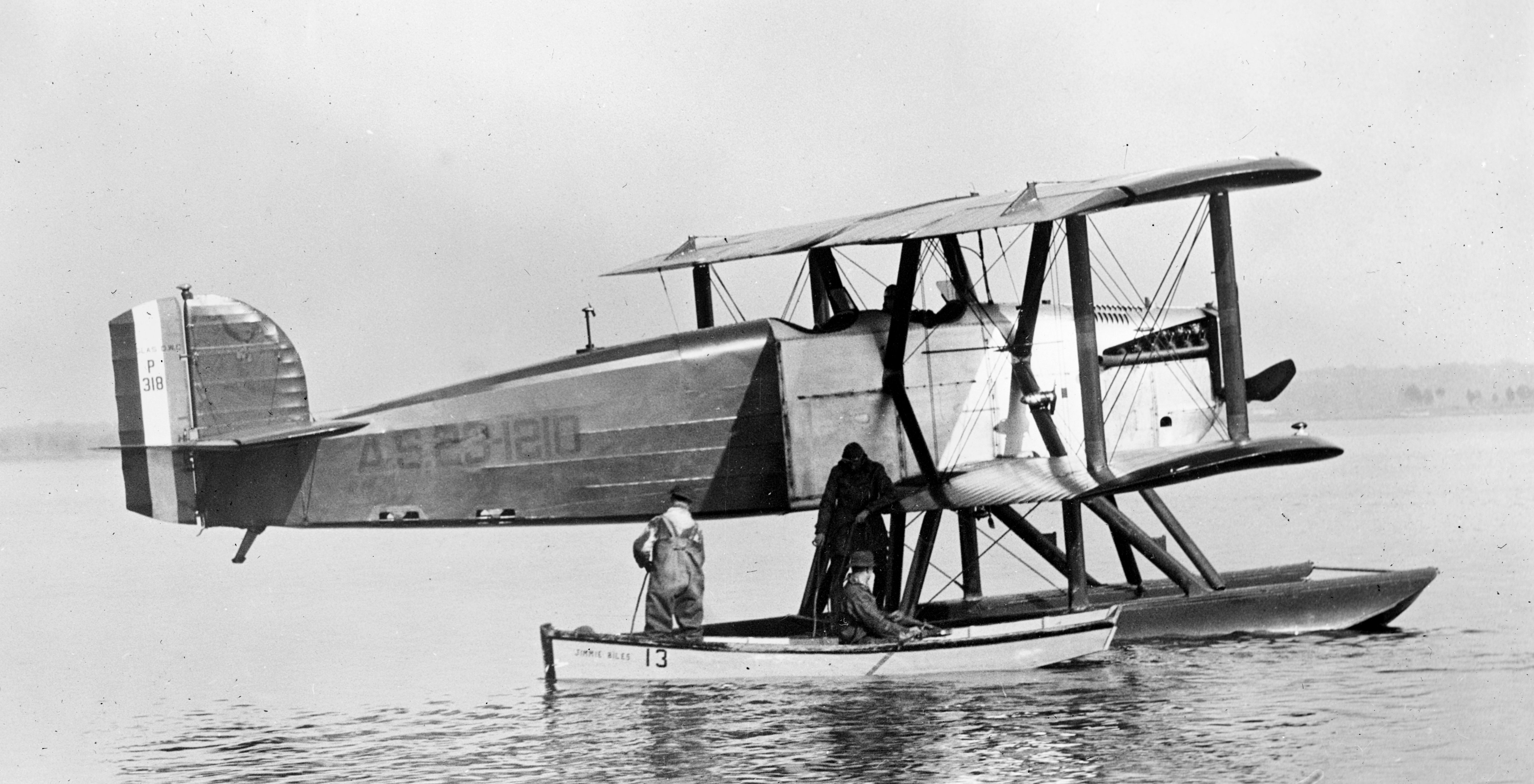
Mẫu thử Douglas World Cruiser (s/n 23-1210). (1924)

Dữ liệu lấy từ McDonnell Douglas Aircraft since 1920 
Đặc điểm tổng quát
- Kíp lái: 2
- Chiều dài: 35 ft 6 in (bánh) / 39 ft (phao) (10,82 m / 11,89 m)
- Sải cánh: 50 ft (15,24 m)
- Chiều cao: 13 ft 7 in (bánh) / 15 ft 1 in (phao) (4,14 m / 4,6 m)
- Diện tích cánh: 707 ft² (65,68 m²)
- Trọng lượng rỗng: 4.380 lb (wheels) / 5.180 lb (phao) (1.543 kg / 1.825 kg)
- Trọng lượng có tải: 6.995 lb (wheels) / 7.795 lb (phao) (3.173 kg / 3.536 kg)
- Động cơ: 1 × Liberty, 420 hp (313 kW)

 Hiệu suất bay 
- Vận tốc cực đại: 103 mph (bánh) / 100 mph (phao) (166 km/h / 161 km/h) trên mực nước biển
- Tầm bay: 1.998 nm (bánh) / 1.433 nm (phao) (3.701 km / 2.655 km, 2.200 mi / 1.650 mi)
- Trần bay: 10.000 ft (bánh) / 7.000 ft (phao) (3.050 m / 2.135 m)
- Tải trên cánh: 9,9 lb/ft² (bánh) / 11 lb/ft² (phao) (48,3 kg/m² / 53,8 kg/m²)
- Công suất/trọng lượng: 16,7 lb/hp (bánh) / 18,6 lb/hp (phao) (10,2 kg/kW / 11,3 kg/kW)